# Stefan Körber
Stefan Körber (* 5. März 1947 in Brandenburg an der Havel) ist ein ehemaliger deutscher Politiker.
Nachdem er 1965 sein Abitur gemacht hatte, studierte Körber Technische Kybernetik und promovierte 1973. 1987 folgte ein Zusatzstudium der Fachschulpädagogik. Er war 13 Jahre lang in der gewerblichen Wirtschaft im Bereich Technik und Controlling tätig, danach war er vier Jahre lang Dozent für technische Kybernetik und Informatik.
1990 trat Körber in die SPD ein, wo er Vorstandsmitglied der SPD Brandenburg wurde. Von März bis Oktober 1990 war er Mitglied der ersten und einzigen frei gewählten Volkskammer der DDR, zugleich war er Parlamentarischer Staatssekretär im Wirtschaftsministerium unter Minister Gerhard Pohl in der Regierung de Maizière. Nach der Wiedervereinigung saß er von 1990 bis 1994 im Landtag von Brandenburg. Er wurde im Wahlkreis Brandenburg II direkt gewählt. Im September 1993 trat Körber jedoch aus der SPD aus. Er saß bis zum Ende der Wahlperiode als Fraktionsloser im Landtag.